# 安藤信昭
安藤 信昭（あんどう のぶあき、1890年〈明治23年〉3月2日 - 1976年〈昭和51年〉12月16日）は、日本の華族（子爵）。貴族院議員、旧磐城平藩主安藤家15代当主。旧姓名は有馬頼篤。有馬頼寧は実兄。

## 生涯
伯爵有馬頼万（筑後久留米藩主家当主）の二男として東京に生まれる。
子爵安藤信篤（磐城平藩主家当主）の養子となり、1915年（大正4年）6月、信篤が隠居し家督を相続し、同年7月10日、子爵を襲爵した。同年9月3日、皇族・閑院宮載仁親王の第1王女である恭子女王（ゆきこじょおう）と結婚した。
1915年（大正4年）東京府立園芸学校（現：東京都立園芸高等学校）を卒業。1921年（大正10年）に侍従補となり、以後、侍従や式部官を歴任。昭和天皇の即位の礼に際して大礼使典儀官も務めた。
1932年（昭和7年）7月10日に貴族院議員（子爵議員）となり、研究会に所属して1947年（昭和22年）5月2日の貴族院廃止まで議員を務めた。この間、内務省委員、内閣委員に在任した。
また、日本赤十字社協賛員、同社篤志看護婦会顧問、横浜生命保険会社の取締役も務めている。墓所は多磨霊園。

## プロ野球経営
実兄の有馬頼寧とともに、草創期の日本プロ野球に深く関わった。1936年1月17日、有馬頼寧と協力し、旧・西武鉄道（現在の西武鉄道とは別会社）を運営母体としてプロ野球チームの東京セネタースを結成、頼寧がオーナー、信昭が理事長となる。同年2月5日結成された社団法人日本職業野球連盟（後の日本野球機構）では、初代副総裁のひとりに就任している。

## 家系
父母
- 父：有馬頼万
- 母：豊子（戸田忠友の娘）[3]
- 養父：安藤信篤

兄弟姉妹
- 異母姉：禎子（奥平昌恭夫人）[3]
- 異母兄：有馬頼寧[3]
- 同母弟：松田正之（松田正久継嗣）[3]
- 同母妹：久米（稲田昌植夫人）[3]

妻
- 恭子（ゆきこ、1896年-1992年。閑院宮載仁親王長女）[1]

子女
『平成新修旧華族家系大成 上巻』は、実子3男4女を載せる。長男・信敬（のぶゆき、1917年 - 1936年）は早世しており、二男・信和が霞会館（旧華族会館）の会員となっている。